# Pero homodoxa
Pero homodoxa là một loài bướm đêm trong họ Geometridae.